# Carlowrightia lesueurii
Carlowrightia lesueurii är en akantusväxtart som beskrevs av J. Henrickson och T.F. Daniel. Carlowrightia lesueurii ingår i släktet Carlowrightia och familjen akantusväxter. Inga underarter finns listade i Catalogue of Life.